# Horus asper
Horus asper är en spindeldjursart som beskrevs av Beier 1947. Horus asper ingår i släktet Horus och familjen Olpiidae. Inga underarter finns listade i Catalogue of Life.